# Sagavägen

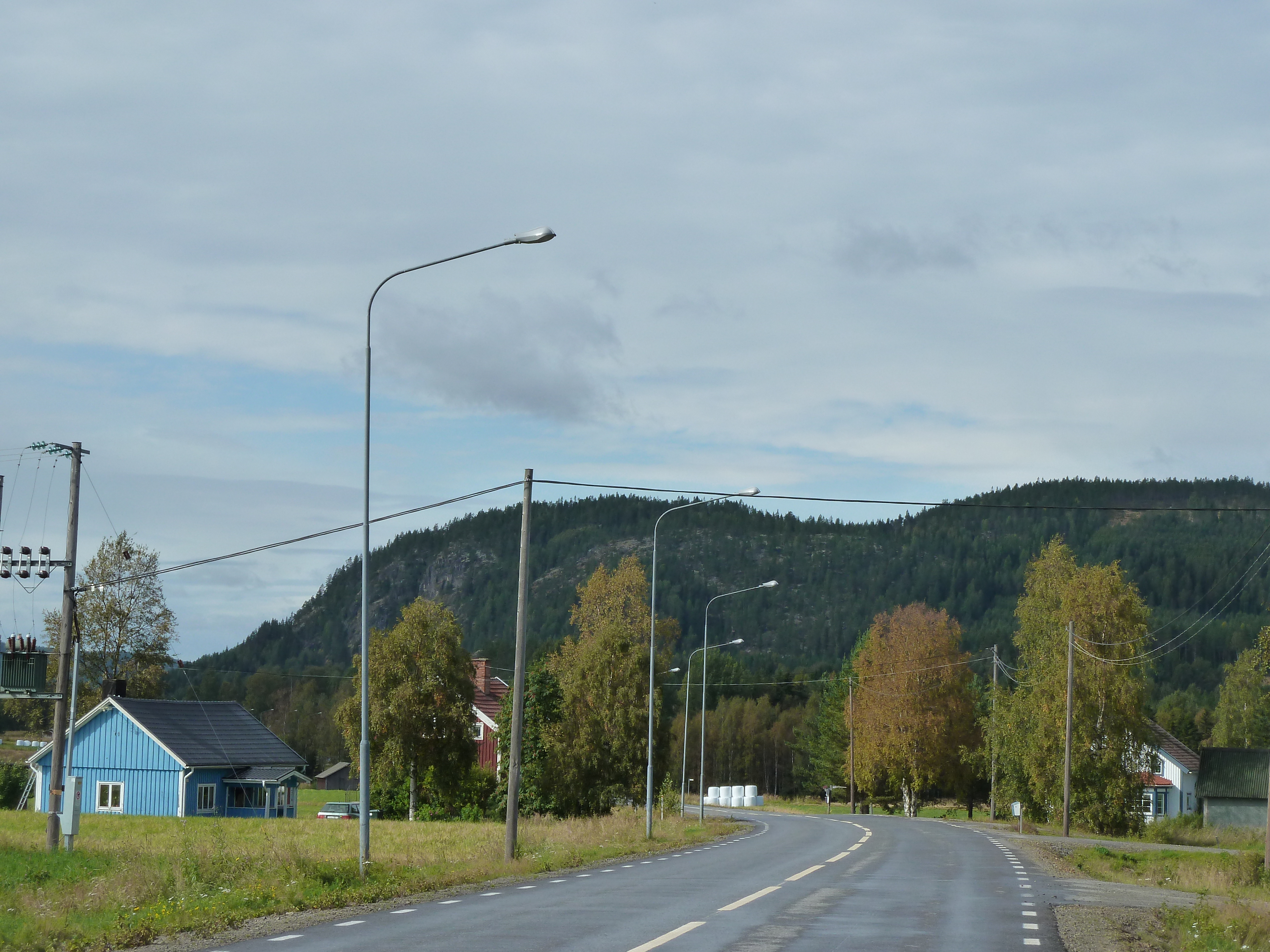
Länsväg 348 går genom samhället Kubbe.

Sagavägen (norska:Sagaveien), internationell turistväg som i Sverige går genom norra Ångermanland och södra Lappland, och i Nordland i Norge. 
Vägen går från Örnsköldsvik, som ligger Nolaskogs i Ångermanland till Brönnöysund i Nordland vid Atlantkusten i Norge.

## Sträckning
Från Örnsköldsvik till Åsele på länsväg 348, sedan riksväg 90 till Vilhelmina. Därefter gemensamt med Vildmarksvägen till Stalon, och sedan till Dikanäs, och längs länsväg AC 1088 via Kittelfjäll till gränsövergången vid Skalmodal. I Norge följer vägen vägnumrena 804, 73, och 76 och passerar Hattfjelldal och Trofors.